# Championnats panaméricains de cyclisme sur route de 2022
Navigation
2021 2023
Les Championnats panaméricains de cyclisme sur route sont les championnats continentaux annuels de cyclisme sur route pour les pays membres de la Confédération panaméricaine de cyclisme. Ils sont organisés conjointement par la COPACI et la fédération argentine de cyclisme.
Les championnats se déroulent du 12 au 15 mai 2022, à San Juan en Argentine.

## Podiums
| Épreuves                                | Or                  | Argent            | Bronze             |
| --------------------------------------- | ------------------- | ----------------- | ------------------ |
| Compétitions masculines élites          |                     |                   |                    |
| Course en ligne                         | Emiliano Contreras  | Sebastián Novoa   | Sixto Núñez        |
| Contre-la-montre                        | Rodrigo Contreras   | Walter Vargas     | Orluis Aular       |
| Compétitions masculines moins de 23 ans |                     |                   |                    |
| Course en ligne                         | Nicolás Gómez       | Bredio Ruíz       | Vicente Rojas      |
| Contre-la-montre                        | Juan Manuel Barboza | Johan Porras      | Arián Etcheverry   |
| Compétitions féminines                  |                     |                   |                    |
| Course en ligne                         | Arlenis Sierra      | Catalina Soto     | Fabiana Granizal   |
| Contre-la-montre                        | Lilibeth Chacón     | Marcela Hernández | Antonella Leonardi |

## Déroulement des championnats

### 12 mai: le contre-la-montre féminin
La coureuse cycliste vénézuélienne Lilibeth Chacón remporte le titre de championne panaméricaine du contre-la-montre.
| \| Classement général \| Classement général \| Classement général \| Classement général \| Classement général \| \| Coureur \| Coureur \| Pays \| Équipe \| Temps \| \| ------------------ \| --------------------- \| ------------------ \| ------------------ \| ------------------ \| \| 1re \| Lilibeth Chacón[7] \| Venezuela \| Venezuela \| 27 min 28 s \| \| 2e \| Marcela Hernández \| Colombie \| Colombie \| + 31 s \| \| 3e \| Antonella Leonardi \| Argentine \| Argentine \| + 46 s \| \| 4e \| Carolina Pérez \| Argentine \| Argentine \| + 1 min 10 s \| \| 5e \| Tamires Fanny Radatz \| Brésil \| Brésil \| + 1 min 11 s \| \| 6e \| Catalina Soto \| Chili \| Chili \| + 1 min 15 s \| \| 7e \| Ana Vivar \| Équateur \| Équateur \| + 1 min 27 s \| \| 8e \| Ana Vitória Magalhães \| Brésil \| Brésil \| + 1 min 47 s \| |                       |           |           |              |
| |                       |           |           |              |
| Source : Cycling Quotient |                       |           |           |              |
| Classement général |                       |           |           |              |
| Coureur | Coureur               | Pays      | Équipe    | Temps        |
| 1re | Lilibeth Chacón       | Venezuela | Venezuela | 27 min 28 s  |
| 2e | Marcela Hernández     | Colombie  | Colombie  | + 31 s       |
| 3e | Antonella Leonardi    | Argentine | Argentine | + 46 s       |
| 4e | Carolina Pérez        | Argentine | Argentine | + 1 min 10 s |
| 5e | Tamires Fanny Radatz  | Brésil    | Brésil    | + 1 min 11 s |
| 6e | Catalina Soto         | Chili     | Chili     | + 1 min 15 s |
| 7e | Ana Vivar             | Équateur  | Équateur  | + 1 min 27 s |
| 8e | Ana Vitória Magalhães | Brésil    | Brésil    | + 1 min 47 s |

### 12 mai: le contre-la-montre Élite messieurs
Doublé colombien lors du contre-la-montre Élite messieurs. Rodrigo Contreras deuxième à mi-parcours prend le meilleur sur son compatriote Walter Vargas pour devenir champion panaméricain Élite, huit ans après l'avoir été chez les Espoirs.
| \| Classement général \| Classement général \| Classement général \| Classement général \| Classement général \| \| Coureur \| Coureur \| Pays \| Équipe \| Temps \| \| ------------------ \| -------------------- \| ------------------ \| ------------------ \| ------------------ \| \| 1er \| Rodrigo Contreras[8] \| Colombie \| Colombie \| 57 min 33 s \| \| 2e \| Walter Vargas \| Colombie \| Colombie \| + 25 s \| \| 3e \| Orluis Aular \| Venezuela \| Venezuela \| + 40 s \| \| 4e \| Lauro Chaman \| Brésil \| Brésil \| + 2 min 06 s \| \| 5e \| Manuel Rodas \| Guatemala \| Guatemala \| + 2 min 13 s \| \| 6e \| Alejandro Durán \| Argentine \| Argentine \| + 2 min 23 s \| \| 7e \| Santiago Montenegro \| Équateur \| Équateur \| + 4 min 27 s \| \| 8e \| Diego Ferreyra \| Chili \| Chili \| + 4 min 55 s \| \| 9e \| Benjamín Quinteros \| Équateur \| Équateur \| + 5 min 11 s \| \| 10e \| Agustín Alonso \| Uruguay \| Uruguay \| + 5 min 34 s \| |                     |           |           |              |
| |                     |           |           |              |
| |                     |           |           |              |
| Classement général |                     |           |           |              |
| Coureur | Coureur             | Pays      | Équipe    | Temps        |
| 1er | Rodrigo Contreras   | Colombie  | Colombie  | 57 min 33 s  |
| 2e | Walter Vargas       | Colombie  | Colombie  | + 25 s       |
| 3e | Orluis Aular        | Venezuela | Venezuela | + 40 s       |
| 4e | Lauro Chaman        | Brésil    | Brésil    | + 2 min 06 s |
| 5e | Manuel Rodas        | Guatemala | Guatemala | + 2 min 13 s |
| 6e | Alejandro Durán     | Argentine | Argentine | + 2 min 23 s |
| 7e | Santiago Montenegro | Équateur  | Équateur  | + 4 min 27 s |
| 8e | Diego Ferreyra      | Chili     | Chili     | + 4 min 55 s |
| 9e | Benjamín Quinteros  | Équateur  | Équateur  | + 5 min 11 s |
| 10e | Agustín Alonso      | Uruguay   | Uruguay   | + 5 min 34 s |

### 15 mai: la course en ligne dames
La Cubaine Arlenis Sierra remporte son quatrième titre de championne panaméricaine sur route à l'issue d'un sprint facilement dominé.
| \| Classement général \| Classement général \| Classement général \| Classement général \| Classement général \| \| Coureur \| Coureur \| Pays \| Équipe \| Temps \| \| ------------------ \| --------------------- \| ------------------ \| ------------------ \| ------------------ \| \| 1re \| Arlenis Sierra[9] \| Cuba \| Cuba \| 2 h 21 min 30 s \| \| 2e \| Catalina Soto \| Chili \| Chili \| + 0 s \| \| 3e \| Fabiana Granizal \| Uruguay \| Uruguay \| + 0 s \| \| 4e \| Marcela Hernández \| Colombie \| Colombie \| + 0 s \| \| 5e \| Elizabeth Castaño \| Colombie \| Colombie \| + 0 s \| \| 6e \| Ana Vitória Magalhães \| Brésil \| Brésil \| + 0 s \| \| 7e \| Andrea Alzate \| Colombie \| Colombie \| + 0 s \| \| 8e \| Lilibeth Chacón \| Venezuela \| Venezuela \| + 0 s \| |                       |           |           |                 |
| |                       |           |           |                 |
| Source : Cycling Quotient |                       |           |           |                 |
| Classement général |                       |           |           |                 |
| Coureur | Coureur               | Pays      | Équipe    | Temps           |
| 1re | Arlenis Sierra        | Cuba      | Cuba      | 2 h 21 min 30 s |
| 2e | Catalina Soto         | Chili     | Chili     | + 0 s           |
| 3e | Fabiana Granizal      | Uruguay   | Uruguay   | + 0 s           |
| 4e | Marcela Hernández     | Colombie  | Colombie  | + 0 s           |
| 5e | Elizabeth Castaño     | Colombie  | Colombie  | + 0 s           |
| 6e | Ana Vitória Magalhães | Brésil    | Brésil    | + 0 s           |
| 7e | Andrea Alzate         | Colombie  | Colombie  | + 0 s           |
| 8e | Lilibeth Chacón       | Venezuela | Venezuela | + 0 s           |

### 15 mai: la course en ligne Élite messieurs
Dix ans après Maximiliano Richeze, l'Argentin Emiliano Contreras devient champion panaméricain sur route en réglant au sprint ses compagnons d'échappée.
| \| Classement général \| Classement général \| Classement général \| Classement général \| Classement général \| \| Coureur \| Coureur \| Pays \| Équipe \| Temps \| \| ------------------ \| --------------------------- \| ------------------ \| ------------------ \| ------------------ \| \| 1er \| Emiliano Contreras[10] \| Argentine \| Argentine \| 4 h 33 min 31 s \| \| 2e \| Sebastián Novoa \| Équateur \| Équateur \| + 0 s \| \| 3e \| Sixto Núñez \| Uruguay \| Uruguay \| + 0 s \| \| 4e \| José Luis Rodríguez Aguilar \| Chili \| Chili \| + 0 s \| \| 5e \| André Gohr \| Brésil \| Brésil \| + 0 s \| \| 6e \| Walter Vargas \| Colombie \| Colombie \| + 0 s \| \| 7e \| Santiago Montenegro \| Équateur \| Équateur \| + 0 s \| \| 8e \| Alessandro Guimarães \| Brésil \| Brésil \| + 36 s \| \| 9e \| Nicolás Tivani \| Argentine \| Argentine \| + 36 s \| \| 10e \| Orluis Aular \| Venezuela \| Venezuela \| + 36 s \| |                             |           |           |                 |
| |                             |           |           |                 |
| |                             |           |           |                 |
| Classement général |                             |           |           |                 |
| Coureur | Coureur                     | Pays      | Équipe    | Temps           |
| 1er | Emiliano Contreras          | Argentine | Argentine | 4 h 33 min 31 s |
| 2e | Sebastián Novoa             | Équateur  | Équateur  | + 0 s           |
| 3e | Sixto Núñez                 | Uruguay   | Uruguay   | + 0 s           |
| 4e | José Luis Rodríguez Aguilar | Chili     | Chili     | + 0 s           |
| 5e | André Gohr                  | Brésil    | Brésil    | + 0 s           |
| 6e | Walter Vargas               | Colombie  | Colombie  | + 0 s           |
| 7e | Santiago Montenegro         | Équateur  | Équateur  | + 0 s           |
| 8e | Alessandro Guimarães        | Brésil    | Brésil    | + 36 s          |
| 9e | Nicolás Tivani              | Argentine | Argentine | + 36 s          |
| 10e | Orluis Aular                | Venezuela | Venezuela | + 36 s          |

## Tableau des médailles
| Rang  | Nation    | Or | Argent | Bronze | Total |
| ----- | --------- | -- | ------ | ------ | ----- |
| 1     | Colombie  | 3  | 3      | 0      | 6     |
| 2     | Argentine | 1  | 0      | 2      | 3     |
| 3     | Venezuela | 1  | 0      | 1      | 2     |
| 4     | Cuba      | 1  | 0      | 0      | 1     |
| 5     | Chili     | 0  | 1      | 1      | 2     |
| 6     | Équateur  | 0  | 1      | 0      | 1     |
| 6     | Panama    | 0  | 1      | 0      | 1     |
| 8     | Uruguay   | 0  | 0      | 2      | 2     |
| Total | Total     | 6  | 6      | 6      | 18    |